# Konstal N
Констал N е тип трамвай, произвеждан в годините 1948 – 1956 от заводите Констал в Хожов, корабостроителница № 3 в Гданск и завод за вагони «Сановаг» в Санок. Теснопътната версия 2N е произвеждана в годините 1950 – 1956. N е първият трамвай, произведен в Полша след Втората световна война.

## История
В следвоенна Полша много градове изпитват значителен недостиг на подвижен състав, поради което е необходимо да се разработи трамвай с проста конструкция и лесен монтаж. Затова е решено да се копира дизайнът на германския трамвай KSW, разработен за военни цели. Поради липсата на тягови двигатели първите вагони, които слизат от поточната линия, са ремаркетата ND, предназначени за Горна Силезия.

## Конструкция
Трамвай Констал N е двуосен с две кабини и една секция. Има четири единични врати. Трамвай се задвижва от два постояннотокова двигателя. Ширината на талигите е 1435 mm, но има и с ширина 1000 mm.

## Технически параметри
- Дължина: 10,4 m
- Широчина: 2,2 m
- Височина: 3,3 m
- Тегло на празна мотриса: ?
- Максимален брой пътници: 99
  - седящи: 16
  - правостоящи: 67
- Максимална мощност: 2 х 60 kW
- Напрежение: 600/660 V DC
- Максимална скорост: ?